# IC 4329
IC 4329 est une très vaste galaxie lenticulaire située dans la constellation du Centaure. Sa vitesse par rapport au fond diffus cosmologique est de 4 808 ± 21 km/s, ce qui correspond à une distance de Hubble de 70,9 ± 5,0 Mpc (∼231 millions d'al). Elle a été découverte par l'astronome américain Herbert Alonzo Howe en 1900.
IC 4329 une galaxie active de type Seyfert 1.
À ce jour, plus d'une vingtaine de mesures non basées sur le décalage vers le rouge (redshift) donnent une distance de 58,914 ± 14,844 Mpc (∼192 millions d'al), ce qui est à l'intérieur des valeurs de la distance de Hubble. Notons que c'est avec la valeur moyenne des mesures indépendantes, lorsqu'elles existent, que la base de données NASA/IPAC calcule le diamètre d'une galaxie et qu'en conséquence le diamètre d'IC 4329 pourrait être d'environ 209 kpc (∼682 000 al) si on utilisait la distance de Hubble pour le calculer. 

## Groupe d'IC 4329
IC 4329 est la galaxie la plus brillante d'un groupe de galaxies qui porte son nom. Selon A. M. Garcia, le groupe d'IC 4329 compte au moins 25 membres dont NGC 5291, NGC 5292, NGC 5298, NGC 5328, NGC 5357, IC 4319, IC 4326, IC 4328, IC 4329A (PGC 49051), treize galaxies du catalogue ESO et trois galaxies du catalogue PGC. PGC 48894 ne fait pas partie de la liste de Garcia. Il faut donc l'ajouter à ce groupe, car elle forme une paire de galaxies avec NGC 5291.